# 75 Еуридика
75 Еуридика (енгл. 75 Eurydike) је астероид главног астероидног појаса са пречником од приближно 55,91 km.
Афел астероида је на удаљености од 3,488 астрономских јединица (АЈ) од Сунца, а перихел на 1,855 АЈ.
Ексцентрицитет орбите износи 0,305, инклинација (нагиб) орбите у односу на раван еклиптике 5,004 степени, а орбитални период износи 1595,579 дана (4,368 године).
Апсолутна магнитуда астероида је 8,96 а геометријски албедо 0,147.
Астероид је откривен 22. септембра 1862. године.